# Lucius Annaeus Seneca Maior
Lucius Annaeus Seneca Maior vagy az idősebb Seneca, Seneca, a rhétor (Corduba, Kr. e. 54 – Kr. u. 39) római szónok, író.

## Élete
Tehetős hispániai lovagrendi családból származott. Kr. e. 43 után Rómában tanult retorikát, többek között Marullus és Arellius Fuscus iskolájában. Ezt követően visszatért Hispániába, ahol talán a császári adminisztrációban töltött be szerepet vagy birtokán gazdálkodott. Gyakran járt azonban Rómában.
Feleségétől, Helviától három fia született: Marcus Annaeus Novatus, Lucius Annaeus Seneca és Marcus Annaeus Mela, akinek a fia Lucanus, Nero korának leghíresebb költője volt.

## Munkássága

### Historiae
Historiae címmel történeti munkát tett közzé a Gracchusok korától saját koráig. A munka sokáig nem volt meg, ezért azt hitték, hogy nem maradt fenn, csak Suetonius és Lactantius idézeteiből ismert. 2018-ban a herculaneumi papíruszok vizsgálata során megtalálták a mű jelentős részét, talán az egészét.

### Oratorum et rhetorum sententiae, divisiones, colores
Fő műve az Oratorum et rhetorum sententiae, divisiones, colores címen fennmaradt, tíz könyv törvényszéki mintabeszédrészletet (Controversiae) és egy könyv tanácsadó mintabeszédrészletet (Suasoriae) tartalmazó munka. A Controversiae 1., 2., 7., 9., és 10. könyve teljes egészében (előszó, kivonat, szöveg), míg a 3., 4., 5., 6., és 8. könyvnek csak a kivonata, valamint a 3. és 4. előszava maradt fenn. A Suasoriae hét tanácsadó beszéd részleteit tartalmazza.

#### Controversiae
Művének célja az Augustus korában működött rétorok bemutatása fiai számára, hogy példát állítson eléjük. A római ékesszólás szerinte Ciceróval jutott fel a csúcsra, utána egyre gyorsabban hanyatlik. Az egykori törvényszéki beszéd (oratio) és a későbbi iskolai beszéd (declamatio) között hatalmas különbség áll fenn, a declamationak semmi köze a való élethez. Ennek ellenére – elismerve történeti szükségességüket – összegyűjti azokat, fontos társadalom- és pedagógiatörténeti információkat is nyújtva ezzel.
A törvényszéki minta- vagy példabeszéd struktúrája a következő:
- A törvény
- A jogi eset, az ügy
- Sententiae – az egyes rétorok véleménye
- Divisio – a jogi felosztás
- Colores – az egyes rétorok stílusárnyalatai.

#### Suasoriae
A hét tanácsadó beszéd témája a következő:
1. Nagy Sándor átkeljen-e az óceánon vagy sem?
2. A háromszáz spártai azt fontolgatja, hogy vajon elmeneküljön-e Xerxes elől vagy sem?
3. Agamemnon azon tépelődik, hogy feláldozza-e Iphigeneiát vagy sem?
4. Nagy Sándor arról tanácskozik, hogy bevonuljon-e Babylonba vagy sem?
5. Az athéniek azon vitatkoznak, hogy lebontsák-e a perzsák legyőzésére állított szobrokat, mert Xerxész azt üzente, ha nem, akkor ellenük vonul.
6. Cicero azt fontolgatja, hogy bocsánatot kérjen-e Antoniustól.
7. Cicero azon gondolkodik, hogy elégesse-e műveit, annak fejében, hogy Antonius megkímélje életét?

A suasoriák abban térnek el controversiáktól, hogy Seneca csak a sententiát és a divisiót vizsgálja, a colort nem.

## Jelentősége
Munkássága egyrészt irodalomtörténeti szempontból jelentős, mivel reális fényt vet a korabeli irodalmi életre, számos adatot őriz meg a korabeli alkotókról és alkotásaikból. Témái több későbbi irodalmi alkotásba is átszivárogtak. Stílustörténeti szempontból pedig rávilágít arra, hogy az ezüstkor stílusa a rétoriskolák műhelyeiben kezdett kialakulni, már Augustus korában. Pedagógiatörténeti szempontból rávilágít arra, hogy az iskolai oktatás előtérbe kerülése a növekvő számú tanulni kívánóval, szükségszerű folyamat.